# Кілен-балка
Кілен-балка проходить  Корабельною стороною Севастополя. Довжина близько 4,5 км. Свою назву отримала в зв'язку з тим, що в її гирлі в період парусного флоту кілювали (оглядали, ремонтували, очищали від черепашок і водоростей днища) судна.
Витоки балки розташовані на південний схід від селища Дергачі біля дороги Севастополь—Сімферополь, а далі балка майже по прямій лінії збігає в північно-західному напрямку до Севастопольської бухти. Затоплена гирлова частина балки утворила Кілен-бухту. Балка на всій своїй протяжності приймає в себе як притоки ряд інших балок, найбільша з яких Мікрюкова балка.
Розділює собою житлові райони уздовж вулиць Жиділова та Горпищенко. На дні балки розташовані садові ділянки.
Балка полога у місці впадання до бухти, проте далі її борти стають більш вузькими та високими, утворюючи подібність каньйону. Північні схили покриті сосновим та дубовим лісом.

## Історія
Балка була заселена ще в часи античності. Є припущення, що балкою йшов шлях від середньовічного порту Авліта до фортеці Каламіта (що у сучасному Інкермані). Проте, це справедливо лише в тому випадку, якщо порт розташовувався в Кілен-бухті. За іншою версією порт стояв у дельті Чорної річки — вчені не можуть достовірно встановити його місце розташування.
Під час Інкерманської битви балкою просувалися російські війська.
Під час будівництва залізниці до Севастополя у 1872—1875 з Кілен-балки до Троїцької балки був пробитий Троїцький тунель довжиною 294 метри.
У 1885 в Мікрюковій балці, що є частиною Кілен-балки, була побудована водогінна башта. Башта досі діюча та забезпечує водою садові товариства.

## Галерея

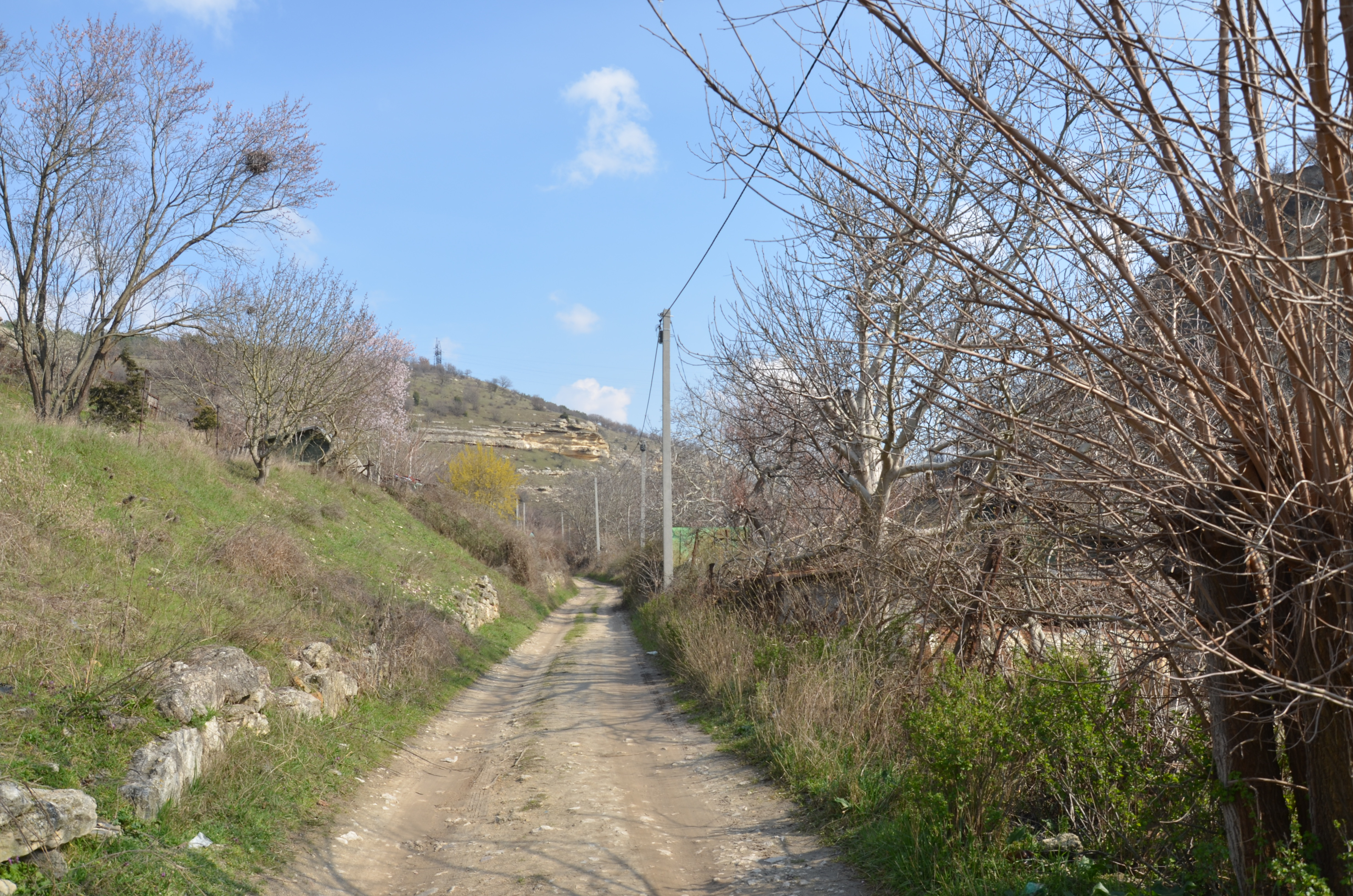
доріжка на дні балки
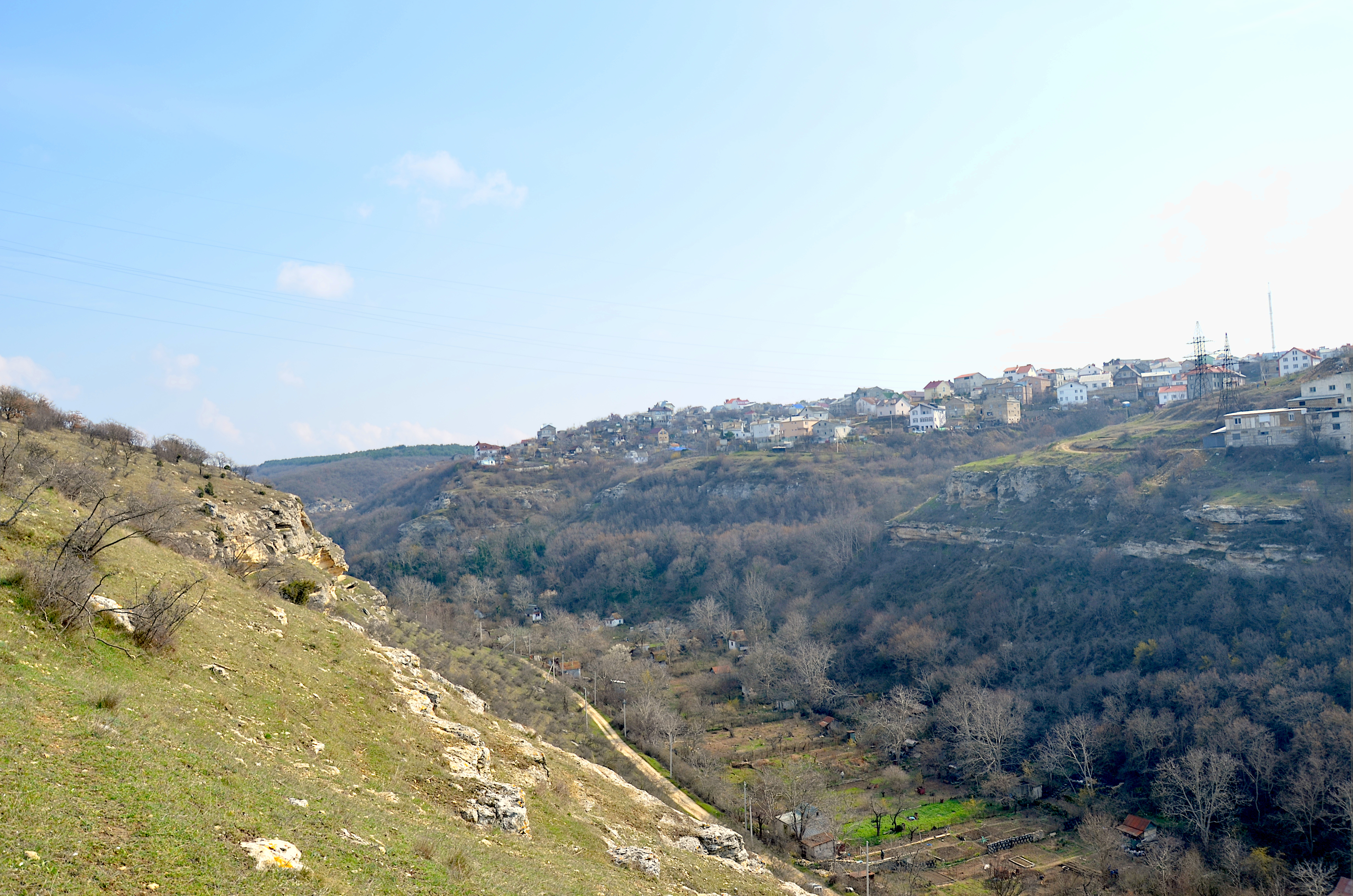
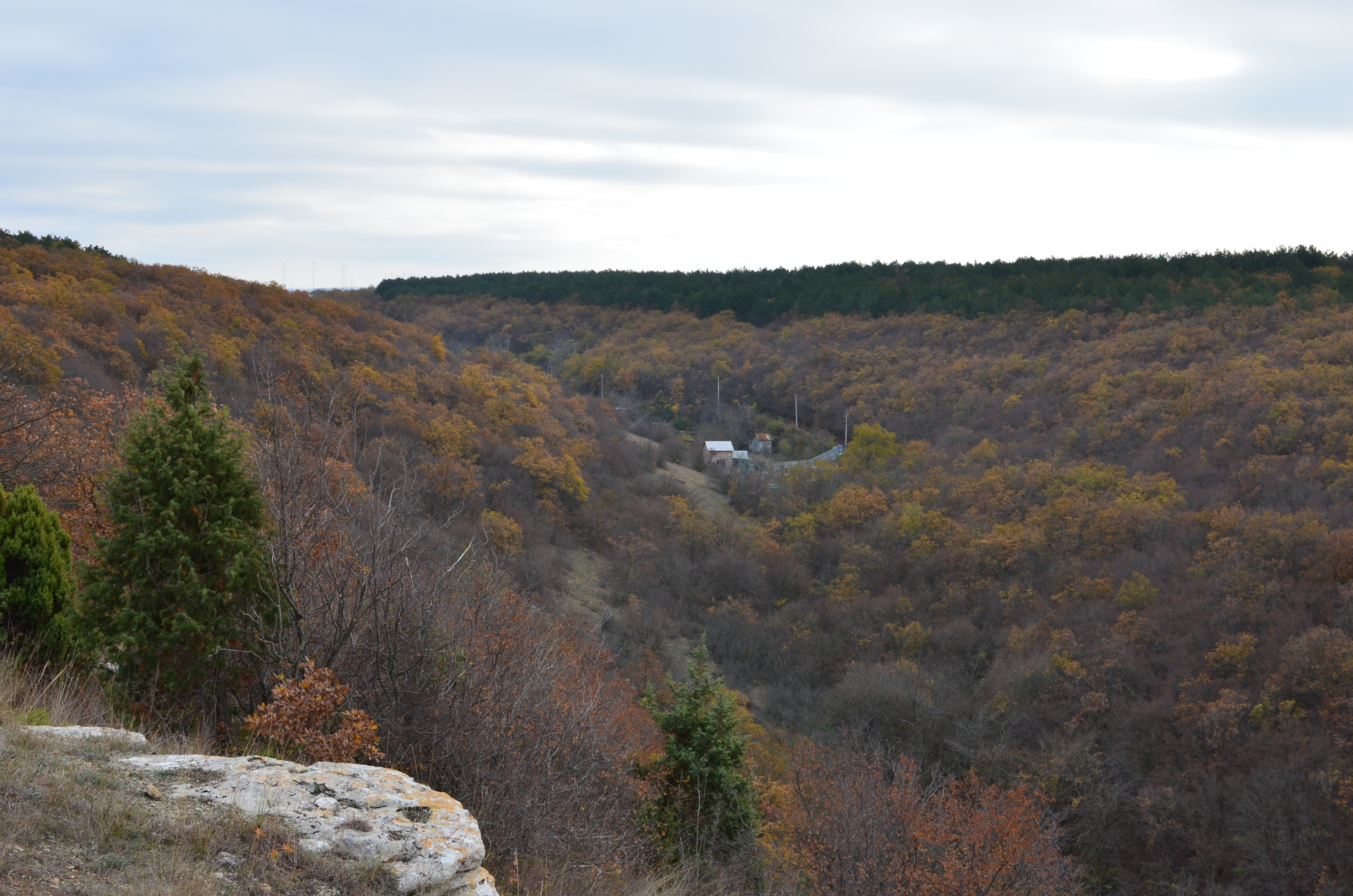
ліс понад Кілен-балкою
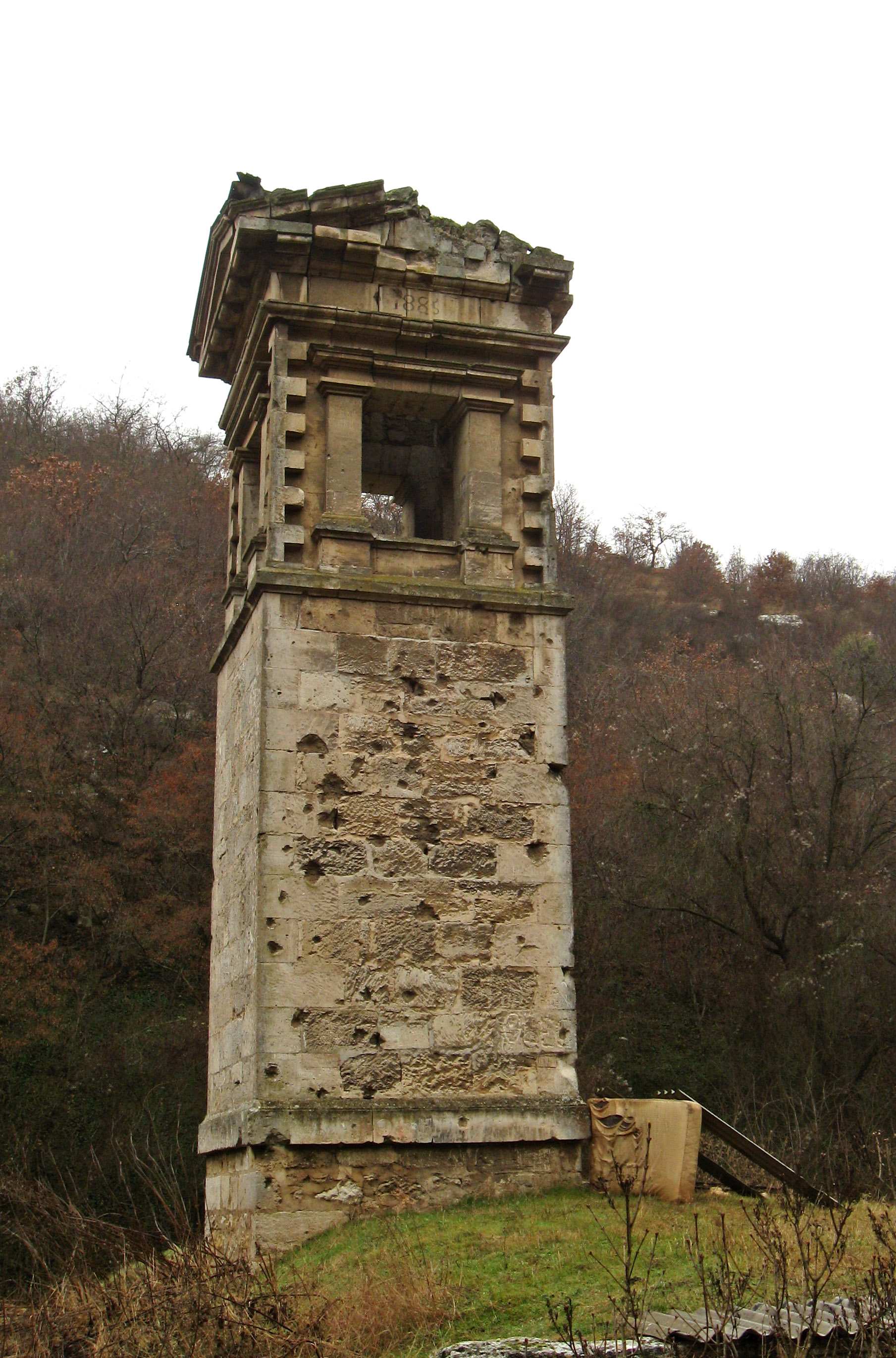
башта Мікрюківського водогону